# Lijst van nummer 1-hits in Spanje in 2009
Deze hits stonden in 2009 op nummer 1 in de Spaanse Single Top 50, de bekendste hitlijst in Spanje.
| Datum        | Artiest                      | Titel                           |
| ------------ | ---------------------------- | ------------------------------- |
| 4 januari    | Carlos Baute & Marta Sanchez | Colgando en tus manos           |
| 11 januari   | Carlos Baute & Marta Sanchez | Colgando en tus manos           |
| 18 januari   | Carlos Baute & Marta Sanchez | Colgando en tus manos           |
| 25 januari   | Carlos Baute & Marta Sanchez | Colgando en tus manos           |
| 1 februari   | Carlos Baute & Marta Sanchez | Colgando en tus manos           |
| 8 februari   | Carlos Baute & Marta Sanchez | Colgando en tus manos           |
| 15 februari  | Carlos Baute & Marta Sanchez | Colgando en tus manos           |
| 22 februari  | Carlos Baute & Marta Sanchez | Colgando en tus manos           |
| 1 maart      | Carlos Baute & Marta Sanchez | Colgando en tus manos           |
| 8 maart      | Carlos Baute & Marta Sanchez | Colgando en tus manos           |
| 15 maart     | Carlos Baute & Marta Sanchez | Colgando en tus manos           |
| 22 maart     | Carlos Baute & Marta Sanchez | Colgando en tus manos           |
| 29 maart     | Carlos Baute & Marta Sanchez | Colgando en tus manos           |
| 5 april      | Carlos Baute & Marta Sanchez | Colgando en tus manos           |
| 12 april     | Carlos Baute & Marta Sanchez | Colgando en tus manos           |
| 19 april     | Carlos Baute & Marta Sanchez | Colgando en tus manos           |
| 26 april     | Carlos Baute & Marta Sanchez | Colgando en tus manos           |
| 3 mei        | Carlos Baute & Marta Sanchez | Colgando en tus manos           |
| 10 mei       | Carlos Baute & Marta Sanchez | Colgando en tus manos           |
| 17 mei       | Carlos Baute & Marta Sanchez | Colgando en tus manos           |
| 24 mei       | Carlos Baute & Marta Sanchez | Colgando en tus manos           |
| 31 mei       | Carlos Baute & Marta Sanchez | Colgando en tus manos           |
| 7 juni       | Carlos Baute & Marta Sanchez | Colgando en tus manos           |
| 14 juni      | Carlos Baute & Marta Sanchez | Colgando en tus manos           |
| 21 juni      | Carlos Baute & Marta Sanchez | Colgando en tus manos           |
| 28 juni      | Macaco                       | Moving                          |
| 5 juli       | Carlos Baute & Marta Sanchez | Colgando en tus manos           |
| 12 juli      | Michael Jackson              | Thriller                        |
| 19 juli      | Carlos Baute & Marta Sanchez | Colgando en tus manos           |
| 26 juli      | Inna                         | Hot                             |
| 2 augustus   | Pitbull                      | I know you want me (Calle ocho) |
| 9 augustus   | Pitbull                      | I know you want me (Calle ocho) |
| 16 augustus  | Pitbull                      | I know you want me (Calle ocho) |
| 23 augustus  | Pitbull                      | I know you want me (Calle ocho) |
| 30 augustus  | Pitbull                      | I know you want me (Calle ocho) |
| 6 september  | Pitbull                      | I know you want me (Calle ocho) |
| 13 september | Pitbull                      | I know you want me (Calle ocho) |
| 20 september | David Bisbal                 | Esclavo de sus besos            |
| 27 september | David Bisbal                 | Esclavo de sus besos            |
| 4 oktober    | David Bisbal                 | Esclavo de sus besos            |
| 11 oktober   | David Bisbal                 | Esclavo de sus besos            |
| 18 oktober   | Manuel Carrasco & Malú       | Que nadie                       |
| 25 oktober   | Manuel Carrasco & Malú       | Que nadie                       |
| 1 november   | Manuel Carrasco & Malú       | Que nadie                       |
| 8 november   | Manuel Carrasco & Malú       | Que nadie                       |
| 15 november  | Manuel Carrasco & Malú       | Que nadie                       |
| 22 november  | Buraka Som Sistema           | Kalemba (Wegue wegue)           |
| 29 november  | Alejandro Sanz & Alicia Keys | Looking for paradise            |
| 6 december   | Buraka Som Sistema           | Kalemba (Wegue wegue)           |
| 13 december  | Buraka Som Sistema           | Kalemba (Wegue wegue)           |
| 20 december  | Buraka Som Sistema           | Kalemba (Wegue wegue)           |
| 27 december  | Buraka Som Sistema           | Kalemba (Wegue wegue)           |